# Hayashi Tadahiko
Hayashi Tadahiko (japanisch 林 忠彦; geboren 5. März 1918 in Tokuyama in der Präfektur Yamaguchi; gestorben 18. Dezember 1990) war ein japanischer Fotograf.

## Leben und Wirken

### Die frühen Jahre
Hayashi Tadahiko wurde als Sohn einer Familie geboren, die seit der Zeit seines Großvaters ein Fotoatelier betrieb. Nach seinem Abschluss an der Handelsschule Tokuyama (徳山商業学校, Tokuyama shōgyō gakkō) 1934 ging er nach Osaka und machte eine Ausbildung im „Nakayama Shōichi Fotoatelier“ (中山正一写真館). 1936 erkrankte er an Tuberkulose und ging in seine Heimat zurück. 1939 ging er nach Tokio, um sich an der Fotoschule „Orientaru Shashin gakkō“ (オリエンタル写真学校) weiterzubilden. Er machte dort im selben Jahr seinen Abschluss und nahm eine Stelle in der Firma „Tōkyō Kōgeisha“ (東京工芸社), die auf Nachrichtenfotografien spezialisiert war. 1942 beteiligte sich Hayashi an der Gründung der „Kahoku kōhō shashin kyōka“ (華北弘報写真協会) – dem „Nordchinesischen Fotoverband“ und reiste etwa ein halbes Jahr zwischen Peking und Tokio hin und her, wobei er hauptsächlich Propagandafotos lieferte. Das Ende des Pazifikkriegs erlebte er in Peking, 1946 wurde er nach Japan entlassen.

### Nach dem Krieg
Unmittelbar nach seiner Rückkehr nach Japan begann er, Schnappschüsse und Porträts in Magazinen zu veröffentlichen, die die Atmosphäre der Kriegsschäden, des Schwarzmarktes, der geretteten Kinder und der umherstreunenden Kinder lebendig einfing und so zu einem nachgefragten Fotografen wurde. Diese Fotografien, die mit Sympathie für das gemeine Volk entstanden sind, das in der erbitterten Situation unmittelbar nach Kriegsende überlebte, wurden später im Fotobuch "Kasutori Ära", das 1980 erschien und das zu Hayashis besten Fotosammlungen gehört.

### Der neue Stil

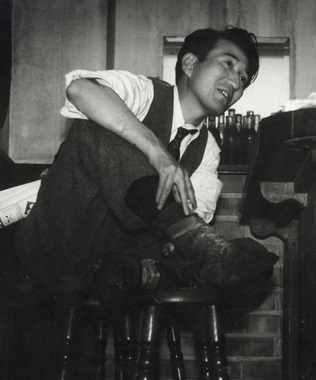
Dazai Osamu, 1946 fotografiert von Hayashi

Daneben vertiefte Hayashi seine Beziehung zu den Autoren der sogenannten „Buraiha“, die damals die literarische Szenen beherrschte, und fotografierte sie. Die Porträts von Sakaguchi Ango, Dazai Osamu, Oda Sakunosuke und anderen, die uns die Atmosphäre der Zeit spüren lassen, erschienen auf der Titelseite des Magazins „Shosetsu Shincho“ (小説新潮) ab der Januar-Ausgabe 1948 und fanden große Resonanz. In dieser Serie der Literaten-Serie hat Hayashi einen einzigartigen Aufnahmestil geschaffen, der als „Inszenierter Schnappschuss“ bezeichnet werden kann, der subtile Effekte hinzufügt und gleichzeitig die Umgebung, in der sich das Modell befindet, optimal nutzt. Diese Methodik wurde in dem Magazin „Fujin Koron“ (婦人公論) (Januar bis Dezember 1956) als Serie gebracht und 1957 als Fotobuch „Shōsetsu no furusato“ (小説のふるさと) – „Die Heimat des Romans“ herausgebracht. Darin befasst sich Hayashi mit den Schriftstellern und ihre heimatlichen Umgebung, die sie geprägt hat.

### Weitere Publikationen
Danach publizierte Hayashi weiter Porträtsammlungen, wie in 1971 „Japanische Schriftsteller“ (日本の作家). 1978 erhielt er den Mainichi-Kunstpreis, publizierte „108 Maler Japans“ (日本の画家108人), 1983 „Meisterfamilien Japans“ (日本の家元). Zusammenfassende Werke sind 1980 die „Fotosammlungen der Gegenwart“ (現代日本写真全集) mit Themen wie „Das Herz Japans“ (日本の心) in 8 Bänden,  „Nagasaki“, „Kreuzweg der Meere“ (海と十字架). Mit Landschaft und Geschichte befasst sich die Serie mit Titeln wie „Wakaki Shuratachi no sato Chōshū-ji“ (若き修羅たちの里　長州路) – etwa „Sie Heimat der jungen Kämpfer – Provinz Nagato“ aus dem Jahr 1981. 1953 gründete Hayashi mit den Fotografen Akiyama Shōtarō (1920–2003) und Otake Shōji (大竹 省二; 1920–2015) und anderen die Fotoabteilung der Künstlervereinigung Nikakai (二科会). Er reiste  durch das ganze Land, um Amateurfotografen zu unterrichten, und spielte so eine wichtige Rolle bei der Hinwendung zur anspruchsvollen Fotografie.

### Die letzten Jahre
1985 erkrankte Hayashi an Leberkrebs. Während er seinen Kampf gegen die Krankheit nach der Operation fortsetzte, arbeitete er an seinem letzten Werk „Tōkaidō“, das seine Sicht von der Autobahn auf die künstlich angelegte Umgebung festhält, und das 1990 in seinem Todesjahr erschien. 1992 hat die Stadt Tokuyama und die „City Cultural Promotion Foundation“ den „Hayashi-Tadahiko–Preis“ für Amateurfotografen ins Leben gerufen. Im selben Jahr wurden die  „Sammelwerk der Fotografen von Hayashi Tadahikos Fotografien“ (林忠彦写真全集) veröffentlicht.